# Runaway (film)
Pour les articles homonymes, voir Runaway.
Pour plus de détails, voir Fiche technique et Distribution.
Runaway est un court-métrage musical américain réalisé par Kanye West, sorti en 2010 .
Il sert de vidéoclip pour une compilation de chansons issues de l'album de West, My Beautiful Dark Twisted Fantasy. Il est inspiré par d'autres films liés à la musique tels que Purple Rain, Pink Floyd The Wall et Thriller de Michael Jackson ainsi que par les peintres Picasso et Matisse . Les réalisateurs Federico Fellini et Stanley Kubrick ainsi que le couturier Karl Lagerfeld sont également des inspirations directes ,,. Le film dépeint une relation amoureuse entre un homme et une créature mi-femme mi-phénix et utilise des morceaux musicaux composés par Kanye West pour son album My Beautiful Dark Twisted Fantasy (2010).

## Production
Runaway a été filmé à Prague au cours d'une période de quatre jours durant l'été 2010 . Le scénario a été écrit par Hype Williams, tandis que l'histoire a été écrite par West . Vanessa Beecroft a servi de directrice artistique avec Jonathan Lia à la production. Yemi A.D. était responsable des éléments chorégraphiques des danseuses de ballet dans la séquence de la chanson Runaway.  West présente la vidéo comme une « représentation globale de ce à quoi [il rêve] » et un parallèle à sa carrière musicale ,. Se confiant à MTV News, West a dit qu'il voulait des femmes dans sa vie, telles que sa mère et ses ex-petites amies, représentées dans la vidéo afin de « se connecter avec les différentes émotions » . Selon la mannequin Selita Ebanks, qui partage l'affiche dans la vidéo, la morale serait que « le monde n'accepte pas, ou [qu'ils] essaient de le changer, ce qui est différent, au lieu d'essayer de le comprendre » .